# 2026年の気象・地象・天象
2026年の気象・地象・天象（2026ねんのきしょう・ちしょう・てんしょう）では、2026年の気象・地象・天象に関する出来事について記述する。
2025年の気象・地象・天象 - 2026年の気象・地象・天象 - 2027年の気象・地象・天象

## 天象
- 2月17日 - 南極で金環日食[2]。
- 3月3日 - 皆既月食[2]。
- 8月13日 - スペイン、アイスランド、グリーンランドで皆既日食[2]。
- 8月28日 - 部分月食[2]。